# 蘇澳鎮

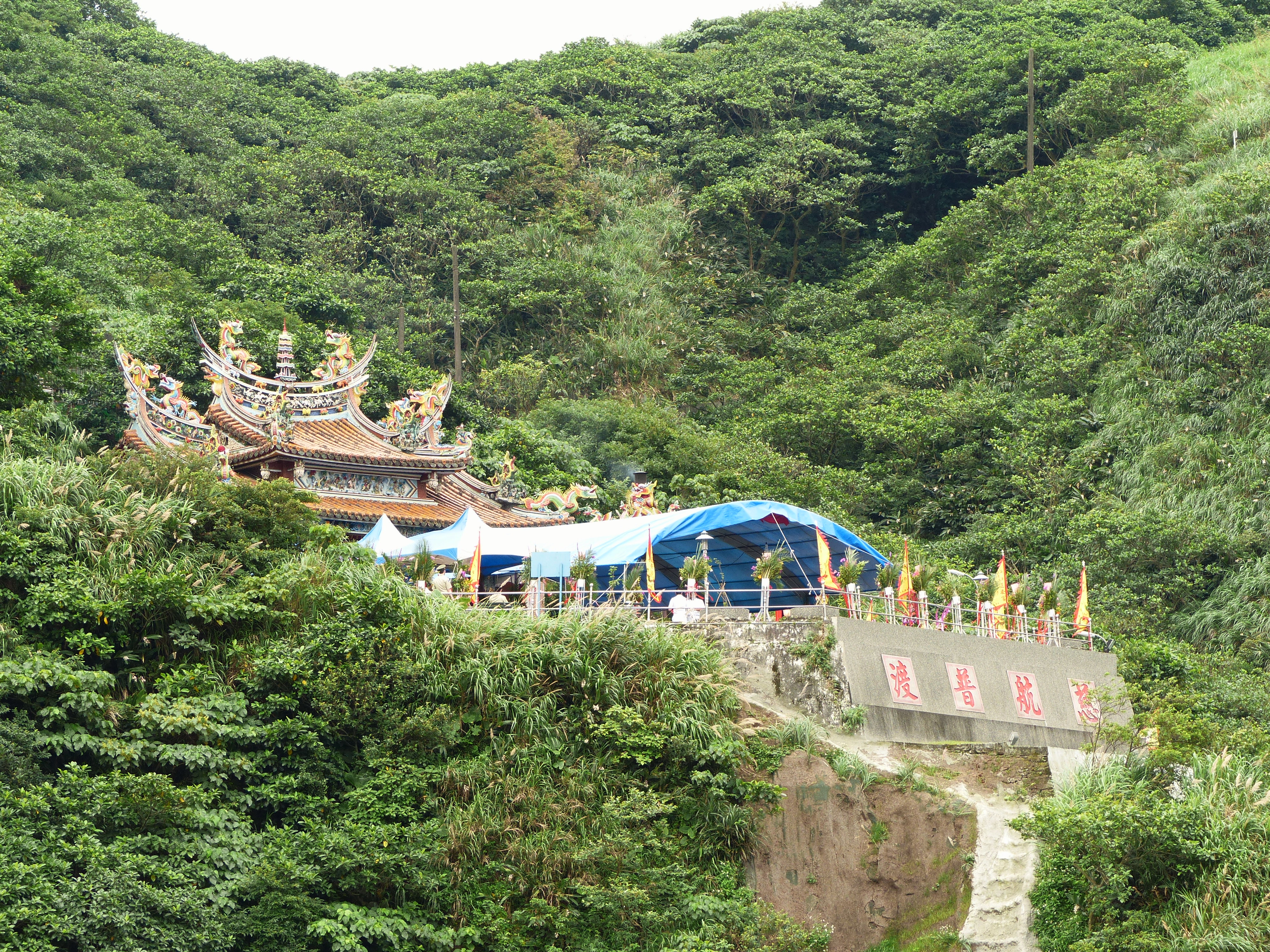
北方澳進安宮

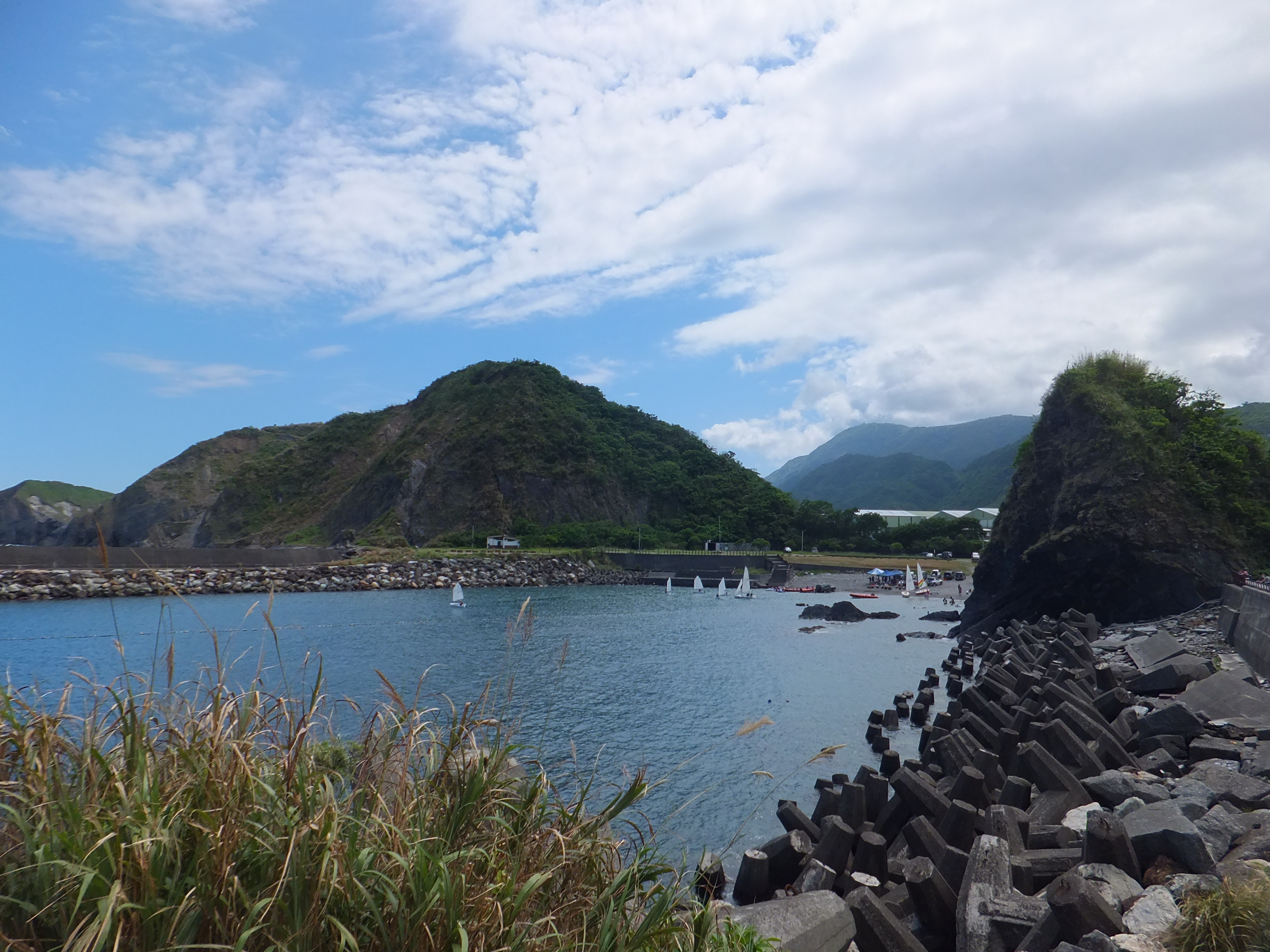
豆腐岬

蘇澳鎮（スーアオ/すおう-ちん）は台湾宜蘭県の鎮。

## 地理
蘇澳鎮は宜蘭県東部沿岸部に位置し、東側は太平洋に面している。蘇花公路及び台湾鉄路管理局北迴線の起点であり、蔣渭水高速公路の終点と交通の要衝である。沿岸部には蘇澳港があり、貨物港として以外に台湾海軍基地の中正軍港が存在している。このほか南部に南方澳漁港があり、近海のみならず遠洋漁業の基地として重要な地位を占めている。

### 行政区
| 地区   | 里                                                                             |
| ------ | ------------------------------------------------------------------------------ |
| 東南澳 | 東澳里、南強里、朝陽里                                                         |
| 南方澳 | 南寧里、南安里、南正里、南興里、南建里、南成里                                 |
| 白米   | 蘇東里、蘇西里、蘇南里、蘇北里、長安里、永光里、永春里、永楽里、聖湖里、聖愛里 |
| 新馬   | 港辺里、新城里、隘丁里、永栄里、存仁里、龍徳里、頂寮里                         |

## 政治

### 行政

#### 鎮長
歴代鎮長
| 代 | 氏名 | 任期 |
| -- | ---- | ---- |

## 対外関係

### 姉妹都市･提携都市

#### 国外
- 石垣市（日本国 南西諸島 沖縄県）
  - 1995年（平成7年）9月26日 姉妹都市提携[1]。

## 経済
漁業とともに、基隆港の補助港として商港も開港している。

### 埋蔵資源
石灰石、大理石、鉄、銅、マンガン、硫黄といった鉱物資源が埋蔵され、また発泡性の鉱泉が湧く。

## 教育

### 高級職業学校
国立
- 国立蘇澳高級海事水産職業学校（中国語版）

### 国民中学
県立
- 宜蘭県立蘇澳国民中学
- 宜蘭県立文化国民中学
- 宜蘭県立南安国民中学

## 交通
| 種別 | 路線名称 | その他                 |
| ---- | -------- | ---------------------- |
| 鉄道 | 宜蘭線   | 新馬駅 蘇澳新駅 蘇澳駅 |
| 鉄道 | 北廻線   | 蘇澳新駅 永楽駅 南澳駅 |
| 国道 | 国道5号  | 蘇澳IC                 |
| 省道 | 台2線    | 北部浜海公路           |
| 省道 | 台2戊線  | 蘇南公路               |
| 省道 | 台9線    | 蘇花公路               |

## 観光
- 蘇澳冷泉
- 無尾港水鳥保護区（中国語版）
- 港辺社区発展協会
- 三剛鉄工廠文物館
- 南方澳（中国語版）
  - 南天宮（中国語版）

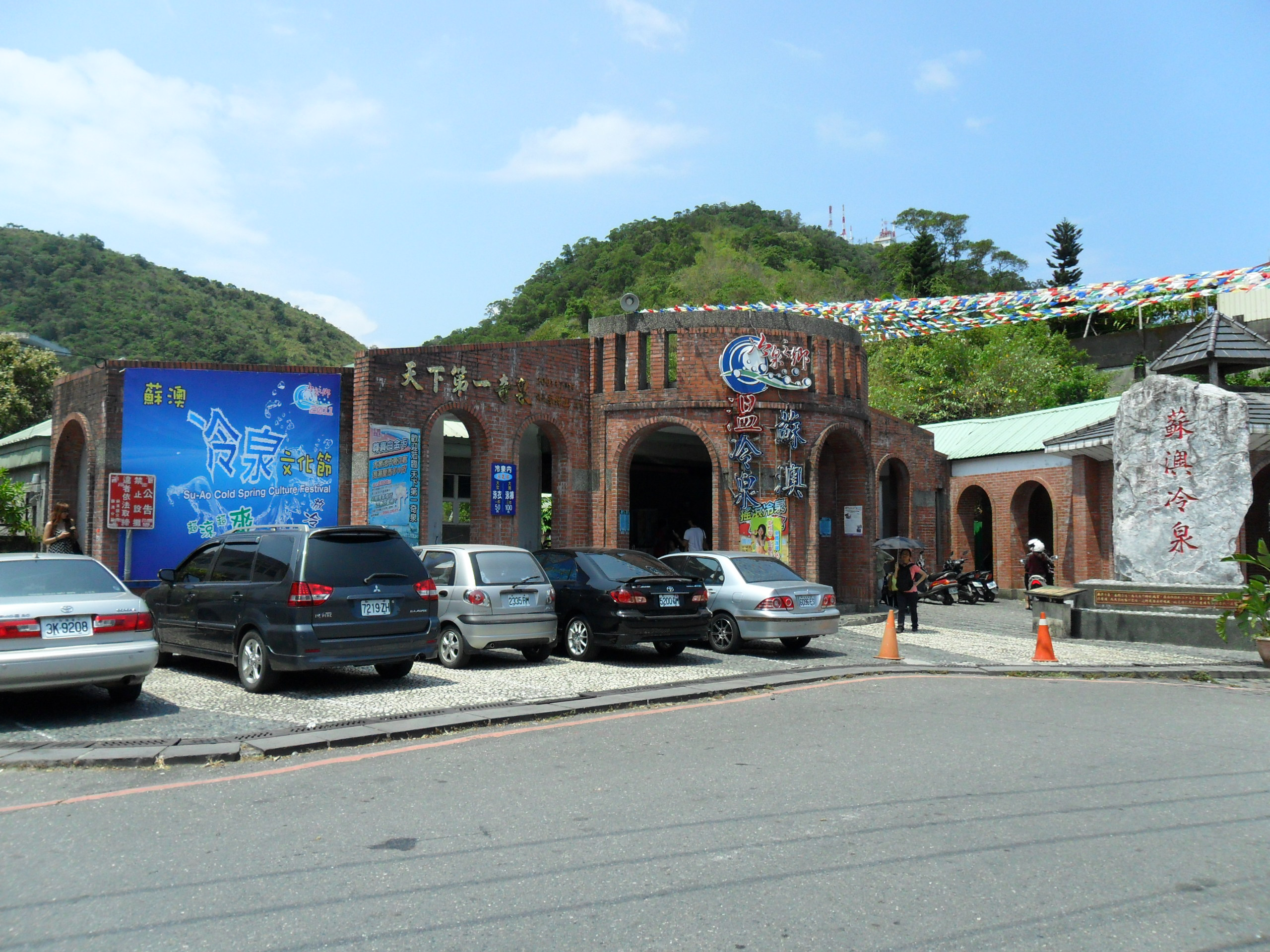
蘇澳冷泉

  - 砲台山 - 蘇澳金刀比羅社跡。砲台山は日本統治時代に金刀比羅山とも呼ばれていた。
  - 南方澳大橋
- 七星嶺
- 武荖坑